# Stephen Storace
Stephen Storace (Londra, 4 aprile 1762 – 15 marzo 1796) è stato un compositore inglese.

## Biografia
Era il fratello della nota cantante lirica Nancy Storace. Per parte di padre aveva ascendenze italiane. Della sua vita le informazioni pervenuteci sono le memorie di chi lo ha conosciuto, come Michael Kelly o l'attore teatrale John Bannister. Suo padre, il contrabbassista Stefano Storace, lo fece studiare al Conservatorio di Sant'Onofrio a Napoli.

## Opere
- Gli sposi malcontenti (libretto di Gaetano Brunati, opera buffa, 1785, Vienna)
- Gli equivoci (libretto di Lorenzo da Ponte basato sulla commedia degli errori di Shakespeare, opera buffa, 1786, Vienna)
- La cameriera astuta (librettista sconosciuto, opera comica, 1788, Londra)
- The Doctor and the Apothecary (libretto di James Cobb, 1788, Londra)
- The Haunted Tower (libretto di James Cobb, mainpiece, 1789, Londra)
- No song, no supper (libretto di Prince Hoare, 1790, Londra)
- The Siege of Belgrade (libretto di James Cobb, 1791, Londra)
- The Cave of Trophonius (libretto di Prince Hoare, 1791, Londra)
- Poor Old Drury (libretto di James Cobb, preludio, 1791, Londra)
- The Pirates (libretto di James Cobb, 1792, Londra)